# Vanilla decaryana
Vanilla decaryana är en orkidéart som beskrevs av Joseph Marie Henry Alfred Perrier de la Bâthie. Vanilla decaryana ingår i släktet Vanilla och familjen orkidéer. Inga underarter finns listade i Catalogue of Life.